# Manejo de conflictos
El manejo de conflictos o la gestión de conflictos es el proceso de limitar los aspectos negativos del conflicto y aumentar sus aspectos positivos. Esta página versa en primer lugar sobre conflictos en el lugar de trabajo, más amplios que los del tipo trabajadores-empresarios, pero más adelante extiende su visión a otros tipos de conflictos (de pareja, entre países, etc.). No debe confundirse con la resolución de conflictos, en la que se busca terminar con el conflicto, si bien ambos conceptos están relacionados. Un conflicto no siempre se puede resolver, pero muy a menudo se puede gestionar mejor. Tampoco debe confundirse con la prevención de conflictos, que busca, directamente, evitar que el conflicto surja, y se denomina provención (término no recogido por la RAE).
El objetivo de la gestión de conflictos es mejorar el aprendizaje y los resultados del grupo de trabajo en el que surge un conflicto, incluida la eficacia o el desempeño en un entorno organizacional. Un conflicto gestionado adecuadamente puede mejorar los resultados del grupo.

## Orientaciones del conflicto
Se consideran 3 orientaciones principales: perder-perder, ganar-perder y ganar-ganar (en español se usan a menudo los términos ingleses lose-lose, win-lose —juego de suma cero— y win-win). La orientación depende del tipo de conflicto y la situación de las partes, pero también del enfoque que cada parte dé al conflicto y de los resultados de una eventual negociación. Un conflicto entre 2 partes convencidas de que es de orientación ganar-perder puede transformarse en ganar-ganar si en la negociación se acuerdan posibilidades que estas partes no estaban teniendo en cuenta.
La orientación perder-perder es un tipo de conflicto que tiende a terminar negativamente para todas las partes involucradas. Una orientación ganar-perder da como resultado que lo que gane una parte lo pierda la otra. La orientación ganar-ganar es uno de los conceptos más esenciales para la resolución de conflictos. Una solución en la que todos salgan ganando a través de una negociación integradora puede ser casi óptima para ambas partes. Este enfoque implica un enfoque cooperativo en lugar de competitivo.
Aunque la orientación ganar-ganar es la ideal, la noción de que sólo puede haber un ganador se refuerza constantemente en la cultura estadounidense: «La orientación ganar-perder se fabrica en nuestra sociedad en la competición deportiva, la admisión a programas académicos, los sistemas de promoción industrial, etc. Los individuos tienden a generalizar a partir de sus situaciones objetivas de ganar-perder y aplican estas experiencias a situaciones que no son objetivamente fijas».
Este tipo de mentalidad puede ser destructiva a la hora de comunicarse con grupos culturales diferentes, creando barreras en la negociación, la resolución y el acuerdo; también puede llevar al resentimiento del "perdedor". Cuando en una negociación no existe una orientación ganar-ganar, pueden observarse diferentes respuestas al conflicto.

## Modelos de gestión de conflictos
Blake y Mouton, 1964, fueron de los primeros en presentar un esquema conceptual para clasificar los modos (estilos) de manejar conflictos interpersonales en 5 tipos: 
- forzar (dominating o competing)
- retirarse (avoiding o accommodating)
- suavizar (obliging o placating, en el sentido de "aplacar", "apaciguar")[6]
- buscar soluciones de compromiso (compromising)
- resolver verdaderamente los problemas (collaborating o integrating).[7]

En las décadas de 1970 y 1980, los investigadores comenzaron a utilizar las intenciones de las partes involucradas para clasificar los estilos de gestión de conflictos que incluían en sus modelos. Tanto Thomas, 1976 como Pruitt, 1983 propusieron un modelo basado en las preocupaciones de las partes. Cada una de las 4 posibles combinaciones de los niveles alto y bajo de preocupación de las partes por sus propios intereses (es decir, asertividad) y por los intereses contrarios (es decir, cooperación) produjo un estilo particular de gestión de conflictos. Pruitt escogió las siguientes denominaciones para estos estilos: 
- ceder (baja asertividad/alta cooperación)
- resolver problemas (alta asertividad/alta cooperación)
- inacción (baja asertividad/baja cooperación)
- contender (alta asertividad/baja cooperación)

Pruitt sostiene que la resolución de problemas es el método preferido cuando se buscan opciones mutuamente beneficiosas (ganar-ganar).

## Gestión de conflictos interorganizacionales
Una de las características clave de la gestión de conflictos en las relaciones entre organizaciones es la participación tanto del nivel individual como del nivel organizacional. En las relaciones interorganizacionales, los conflictos deben gestionarse a través de un conjunto de mecanismos de gobernanza formales e informales.Estos mecanismos influyen en la probabilidad y el tipo de conflictos, pero también en el modo en que se gestionan.

## Asesoramiento
Cuando el conflicto personal en el lugar de trabajo conduce a frustración y pérdida de rendimiento laboral, puede resultar útil el asesoramiento (counseling). Aunque pocas organizaciones pueden permitirse el lujo de contar con asesores específicos en su personal, con cierta capacitación los gerentes pueden ser capaces de realizar esta función. El asesoramiento no directivo, o “escuchar con comprensión”, es poco más que la escucha activa, algo de lo que todo directivo debería ser capaz (es una de las habilidades gerenciales).
A veces, el simple proceso de poder desahogar los propios sentimientos —es decir, expresarlos a un oyente preocupado y comprensivo— es suficiente para aliviar la frustración y permitir que el individuo frustrado avance hacia un estado mental de resolución de problemas, más capaz de afrontar una dificultad personal que está afectando negativamente su trabajo. El enfoque no directivo es una forma eficaz para que los gerentes traten con subordinados y compañeros de trabajo frustrados.
Hay otros métodos más directos y más diagnósticos que pueden utilizarse según las circunstancias. La gran fortaleza del enfoque no directivo (el asesoramiento no directivo se basa en la psicoterapia centrada en el cliente —paciente— de Carl Rogers) reside, sin embargo, en su simplicidad, su eficacia y el hecho de que evita deliberadamente que el directivo, en su papel de asesor, diagnostique e interprete los problemas emocionales, lo que requeriría una formación psicológica específica. Nadie ha resultado dañado por ser escuchado  comprensivamente. Todo lo contrarioː este enfoque ha ayudado a muchas personas a afrontar problemas que interferían con su eficacia en el trabajo.